# Ley orgánica para la mejora de la calidad educativa

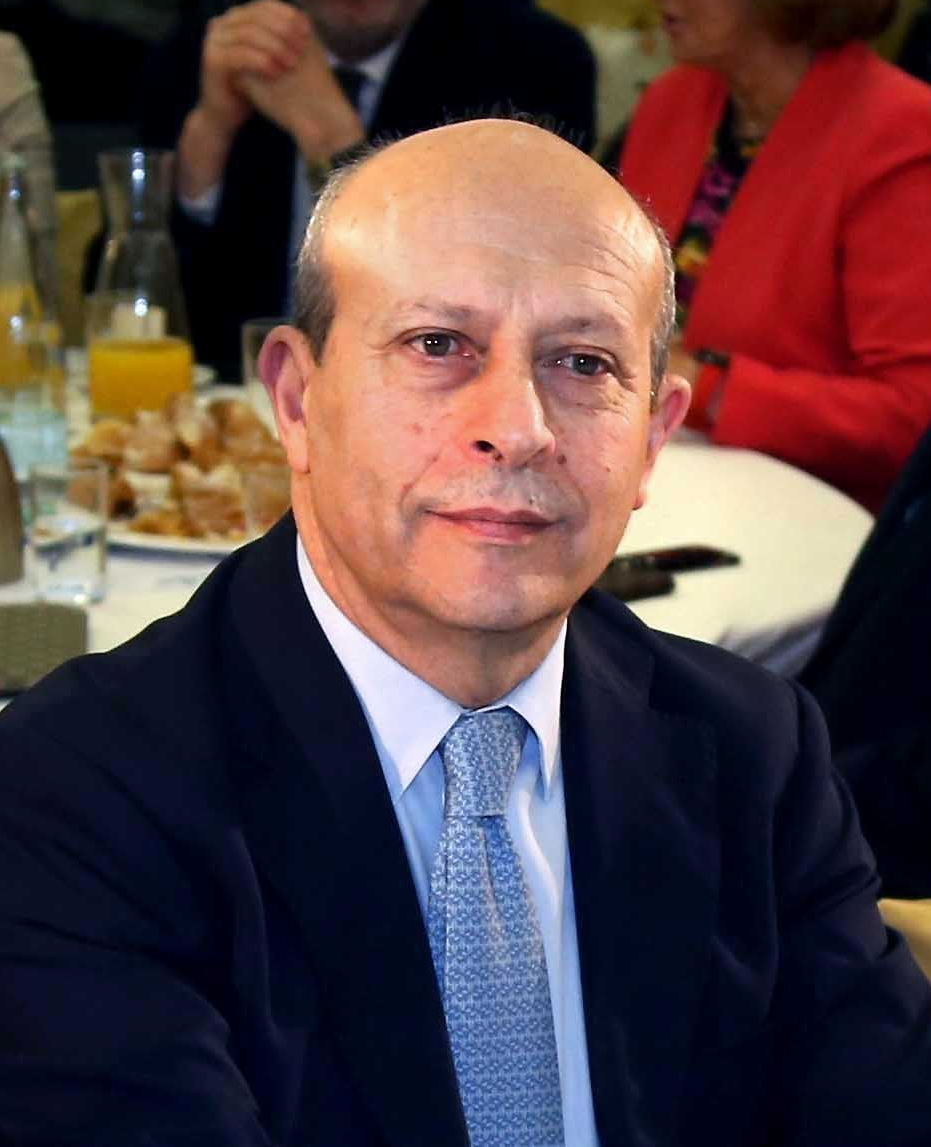
El ministro de Educación José Ignacio Wert, promotor de la Ley orgánica para la mejora de la calidad educativa (LOMCE), en 2013, el año en que se aprobó.

La Ley Orgánica 8/2013, de 9 de diciembre, para la mejora de la calidad educativa (LOMCE), denominada popularmente como «ley Wert» (por el nombre del Ministro de Educación del gobierno del Partido Popular que la propuso, José Ignacio Wert), fue una ley del ordenamiento jurídico español con carácter de ley orgánica aprobada en el año 2013, que modifica la Ley Orgánica 2/2006, de 3 de mayo, de Educación (LOE), seis artículos y una disposición adicional de la Ley Orgánica 8/1985, de 3 de julio, reguladora del Derecho a la Educación (LODE).
Desde la presentación del proyecto de ley el 17 de mayo de 2013 por el ministro de Educación, Cultura y Deporte del gobierno popular de Mariano Rajoy, José Ignacio Wert, hasta su aprobación definitiva por las Cortes Generales el 28 de noviembre, fue una ley muy contestada y controvertida por ciertos sectores sociales y políticos —de hecho, durante su tramitación en las Cortes, la ley no fue apoyada por ningún otro grupo parlamentario salvo el popular. Aunque una vez ya aprobada la LOMCE, UPN, que se abstuvo, y UPyD y FAC, que votaron en contra, rechazaron su derogación—.
La nueva ley educativa LOMLOE, aprobada en primera instancia por el Congreso de los Diputados el 19 de noviembre de 2020 y definitivamente por el Senado el 30 de diciembre de 2020, derogó esta ley.

## Introducción

### Los objetivos de la ley
En el Preámbulo se afirma:

Los principales objetivos que persigue la reforma son reducir la tasa de abandono temprano de la educación, mejorar los resultados educativos de acuerdo con criterios internacionales, tanto en la tasa comparativa de alumnos y alumnas excelentes, como en la de titulados en Educación Secundaria Obligatoria, mejorar la empleabilidad, y estimular el espíritu emprendedor de los estudiantes. Los principios sobre los cuales pivota la reforma son, fundamentalmente, el aumento de la autonomía de los centros, el refuerzo de la capacidad de gestión de la dirección de los centros, las evaluaciones externas de fin de etapa, la racionalización de la oferta educativa y la flexibilización de las trayectorias.[...] Junto a estos principios es necesario destacar tres ámbitos sobre los que la LOMCE hace especial incidencia con vistas a la transformación del sistema educativo: las Tecnologías de la Información y la Comunicación, el fomento del plurilingüismo, y la modernización de la Formación Profesional española

### Los cambios que introduce la LOMCE en el Sistema Educativo español
Los cambios más importantes que introduce la LOMCE en el sistema educativo español son los siguientes:
- Pruebas de evaluación final para obtener el título de Graduado en ESO y el título de Bachiller:

Con los objetivos, entre otros, de «garantizar que todos los alumnos y alumnas alcancen los niveles de aprendizaje adecuados... conforme el título pretendido» y de normalizar «los estándares de titulación en toda España» (según se afirma en el Preámbulo de la ley), al finalizar cada etapa educativa los alumnos serán evaluados mediante unas pruebas externas diseñadas por el Ministerio de Educación, Cultura y Deporte, cuya superación en la Educación Secundaria Obligatoria y en el Bachillerato será imprescindible para la obtención del título correspondiente —de ahí que los sectores sociales y partidos políticos opuestos a la ley las hayan denominado "reválidas"—. Las pruebas de evaluación final de cada etapa —que en la Educación Primaria tendrá un carácter orientativo— serán corregidas por profesores externos al centro, que podrán ser tanto de la enseñanza pública como de la enseñanza privada (Art. 1.89, que modifica el artículo 144 de la LOE). Para acceder a los estudios universitarios, los alumnos que hayan aprobado todas las materias de Bachillerato, además de haber aprobado la prueba final de esa etapa, tendrán que superar también una segunda prueba elaborada por cada Universidad, si ésta así lo decide. El alumno que suspenda la prueba final del Bachillerato solo tendrá la opción de acceder a la Formación Profesional de Grado Medio o Superior, y el que no apruebe la del final de la ESO, a la nueva Formación Profesional Básica, que solo da acceso a la Formación Profesional de Grado Medio (a diferencia de los Programas de Cualificación Profesional Inicial, establecidos en la LOE, una de cuyas modalidades permitía conseguir el título de Graduado en ESO), aunque podrán presentarse a la prueba de evaluación final de la ESO para obtener el título.
- Dos opciones en cuarto curso de ESO:

Los alumnos de 4º de la ESO —curso que constituye el segundo ciclo de la ESO, mientras que los tres cursos anteriores forman el primer ciclo— tendrán que escoger entre dos opciones: la que conduce al Bachillerato, llamada «Opción de enseñanzas académicas para la iniciación al Bachillerato»; o la que conduce a la Formación Profesional de Grado Medio, llamada «Opción de las enseñanzas aplicadas para la iniciación a la Formación Profesional». Previamente en 3º de ESO habrán tenido que elegir entre las Matemáticas Orientadas a las Enseñanzas Académicas y las Matemáticas Orientadas a las Enseñanzas Aplicadas.
- Programas de mejora del aprendizaje y del rendimiento en la ESO

Los Programas de Diversificación Curricular establecidos para la ESO en la LOE, son sustituidos por los Programas de mejora del aprendizaje y del rendimiento, cuyo inicio se adelanta a 2º curso de la ESO y que existirán en ese curso y en 3º de ESO, pero no en 4º como sucedía en los Programas de Diversificación Curricular. El objetivo es que los alumnos incorporados a este programa puedan cursar 4º curso por la vía ordinaria, para lo que se les da la oportunidad de repetir el Programa en 3º de ESO. Si finalmente no consiguen aprobarlo se incorporarán a la Formación Profesional Básica. En el Preámbulo de la ley se afirma, que la implantación de «dos trayectorias bien diferenciadas» en 4º de ESO es uno de los medios que propone la ley para superar las «rigideces del sistema [que] conducen a la exclusión de los alumnos y alumnas cuyas expectativas no se adecuan al marco establecido».
- Mayor importancia de las «asignaturas troncales», diseñadas por el Gobierno:

La LOMCE distingue entre «asignaturas troncales», «asignaturas específicas» y «asignaturas de libre configuración autonómica» —en esta última categoría es donde se incluye la asignatura Lengua Cooficial y Literatura en aquellas comunidades autónomas que la posean—. El artículo 1.5, que añade el artículo 6 bis a la LOE, establece que corresponde al Gobierno determinar los contenidos de las asignaturas troncales mientras las Administraciones educativas podrán «complementar los contenidos de las asignaturas troncales» y «establecer los contenidos de los bloques de asignaturas específicas y de libre configuración autonómica». Según se dice en el Preámbulo el refuerzo en todas las etapas del aprendizaje de las materias troncales pretende la «racionalización de la oferta educativa» mediante la «simplificación del desarrollo curricular», que «debe proporcionar un conocimiento sólido de los contenidos que garantice la efectividad en la adquisición de las competencias básicas».
En la Educación Primaria (Art. 1.9) las asignaturas troncales son Ciencias de la Naturaleza, Ciencias Sociales, Lengua Castellana y Literatura, Matemáticas y Primera Lengua Extranjera. En la Educación Secundaria Obligatoria (Art. 1.15) las asignaturas troncales son: Biología y Geología, Física y Química, Geografía e Historia, Lengua Castellana y Literatura, Primera Lengua Extranjera y Matemáticas (en tercero y cuarto dividida en Matemáticas Orientadas a las Enseñanzas Académicas y en Matemáticas Orientadas a las Enseñanzas Aplicadas). En cuarto curso se añaden Economía y Latín, en la «opción de enseñanzas académicas», y Ciencias Aplicadas a la Actividad Profesional, Iniciación a la Actividad Emprendedora y Empresarial y Tecnología, en la «opción de enseñanzas aplicadas». En el Bachillerato la relación de «asignaturas troncales» es mucho más amplia (Véase el apartado correspondiente).
- Obligatoriedad de la oferta de enseñanzas cuya lengua vehicular sea el castellano

El artículo 1.99., que añade la disposición adicional trigésimo octava a la LOE, reconoce la posibilidad de que se puedan impartir todas «las asignaturas no lingüísticas» exclusivamente en la lengua cooficial, pero en ese caso «la Administración educativa deberá garantizar una oferta docente sostenida con fondos públicos en la que el castellano sea utilizado como lengua vehicular en una proporción razonable». En la nueva disposición adicional se continúa diciendo:

Los padres, madres o tutores legales tendrán derecho a que sus hijos o pupilos reciban enseñanza en castellano, dentro del marco de la programación educativa. Si la programación anual de la Administración educativa competente no garantizase oferta docente razonable sostenida con fondos públicos en la que el castellano sea utilizado como lengua vehicular, el Ministerio de Educación, Cultura y Deporte, previa comprobación de esta situación, asumirá íntegramente, por cuenta de la Administración educativa correspondiente, los gastos efectivos de escolarización de estos alumnos y alumnas en centros privados en los que exista dicha oferta con las condiciones y el procedimiento que se determine reglamentariamente, gastos que repercutirá a dicha Administración educativa.
 La obligación financiera del Ministerio de Educación, Cultura y Deporte tendrá carácter excepcional y se extinguirá con la adopción por la Administración educativa competente de medidas adecuadas para garantizar los derechos lingüísticos individuales de los alumnos y alumnas. A estos efectos, no se considerarán adecuadas las medidas que supongan la atención individualizada en castellano o la separación en grupos por razón de la lengua habitual.

- Educación plurilingüe

En el Preámbulo se dice que el dominio de una segunda lengua extranjera «se muestra como de las principales carencias de nuestro sistema educativo», por lo que «la Ley apoya decididamente el plurilingüismo, redoblando esfuerzos para conseguir que los estudiantes se desenvuelvan con fluidez al menos en una primera lengua extranjera». El artículo 1.109, que añade la disposición final séptima bis a la LOE, dice:

El Gobierno establecerá las bases de la educación plurilingüe desde segundo ciclo de Educación Infantil hasta Bachillerato, previa consulta a las Comunidades Autónomas.

Para suplir la falta de «personal docente con competencias lingüísticas suficientes» las Administraciones educativas «podrán excepcionalmente» «incorporar expertos con dominio de lenguas extranjeras, nacionales o extranjeros, como profesorado en programas bilingües o plurilingües» (Artículo 1.98, que añade la disposición adicional trigésima séptima a la LOE).
- Asignatura de Religión:

Se vuelve a dar plena validez académica a la asignatura de Religión —contará en el expediente académico por lo que se contabilizará para pedir una beca, por ejemplo— y se establece una materia alternativa que se llama Valores Sociales y Cívicos en Primaria y Valores Éticos en ESO, desapareciendo definitivamente la materia Educación para la ciudadanía. En Bachillerato la Religión forma parte de las asignaturas específicas optativas, tanto en 1º como en 2º.
- Nuevas modalidades de Formación Profesional: la Formación Profesional Básica y la Formación Profesional dual

En el Preámbulo se afirma que uno de los objetivos de la LOMCE es «revitalizar la opción del aprendizaje profesional». Para alcanzar esa meta, «se crea un nuevo título de Formación Profesional Básica, se flexibilizan las vías de acceso desde la Formación Profesional Básica hacia la de Grado Medio y desde ésta hacia la de Grado Superior, se prioriza la contribución a la ampliación de las competencias en Formación Profesional Básica y de Grado Medio, se regula la Formación Profesional dual y se completa con materias optativas orientadas a los ciclos de grado superior y al tránsito a otras enseñanzas». Los ciclos de dos años de duración de la Formación Profesional Básica —que será «de oferta obligada y carácter gratuito» (Art. 3.1. que añade un nuevo apartado al artículo 3 de la LOE)— están destinados a los alumnos de entre quince y diecisiete años que el equipo docente considere que no podrán superar la ESO (Art. 1.34, que modifica el artículo 41 de la ESO). Quienes los aprueben recibirán el título Profesional Básico del ciclo correspondiente que les permitirá acceder a la Formación Profesional de grado medio (Art. 1.38, que modifica el artículo 44 de la LOE). En cuanto a la Formación Profesional dual, en el artículo 1.36, que añade el artículo 42 bis a la LOE, se dice:

La Formación Profesional dual del Sistema Educativo Español es el conjunto de acciones e iniciativas formativas que, en corresponsabilidad con las empresas, tienen por objeto la cualificación profesional de las personas, armonizando los procesos de enseñanza y aprendizaje entre los centros educativos y los centros de trabajo.

- Ampliación de las competencias del director en detrimento del Consejo Escolar:

En el Preámbulo de la ley se dice que la LOMCE da a los directores «la oportunidad de ejercer un mayor liderazgo pedagógico y de gestión». Así, el Consejo Escolar, aunque sigue siendo el órgano mediante el cual se produce «la intervención de la comunidad educativa en el control y gestión de los centros sostenidos con fondos públicos» (Art. 1.72, que modifica el artículo 119 de la LOE), pierde atribuciones que pasan a la dirección del centro como los presupuestos, los proyectos educativos o los procesos de admisión de los alumnos (Artículo 1.81, que modifica el artículo 132). Además el director en los centros públicos podrá intervenir en el nombramiento del profesorado interino y del profesorado en comisión de servicio (Art. 1.77, que crea el nuevo artículo 122 bis en la LOE). También se modifica la composición de la comisión que ha de elegir al director ya que en la misma la mayoría la ostentarán los representantes de la Administración (Art. 1.81, que modifica el artículo 135 de la LOE). Por otro lado, también se reducen las competencias del Consejo Escolar en los centros privados concertados.
- Institutos de Educación Secundaria con especialización curricular:

En el Preámbulo de la ley se dice que es necesario que cada centro tenga la capacidad de «tomar decisiones sobre cómo mejorar su oferta educativa y metodológica». En este marco de «refuerzo» de la autonomía de los centros de «potenciación de la función directiva», las Administraciones educativas promoverán «la especialización curricular de los Institutos de Educación Secundaria» (Art. 1.74, que añade el apartado 7 al artículo 121 de la LOE). «El proyecto educativo de los centros docentes con especialización curricular deberá incorporar los aspectos específicos que definan el carácter singular del centro» (Art. 1.75, que añade el apartado 8 al artículo 121 de la LOE). La especialización curricular es una de las «acciones de calidad educativa» que deberán desarrollar los centros, optando a fondos extraordinarios aportados por la administración. También gozarán de cierta autonomía a la hora de valorar la nota académica en el proceso de admisión al Bachillerato.
- Libertad de enseñanza

En el Preámbulo se afirma que «las familias son las primeras responsables de la educación de sus hijos y por ello el sistema educativo tiene que contar con la familia y confiar en sus decisiones». Así la LOMCE añade dos nuevos principios a los que inspiran el sistema educativo español (Artículo 1.1. que modifica el artículo 1 de la LOE):

h bis) El reconocimiento del papel que corresponde a los padres, madres y tutores legales como primeros responsables de la educación de sus hijos.

q) La libertad de enseñanza, que reconozca el derecho de los padres, madres y tutores legales a elegir el tipo de educación y el centro para sus hijos, en el marco de los principios constitucionales.

- Nueva relación en cuanto a la oferta de plazas entre la enseñanza pública y la privada concertada:

Según el artículo 1.68, que modifica el artículo 109 de la LOE, la oferta de plazas se organizará atendiendo a la «oferta existente de centros públicos y privados concertados y la demanda social» (es decir, si los padres piden un centro público o uno privado concertado), por lo que se elimina el compromiso del Estado de garantizar una plaza en un centro público en Primaria, en la ESO y en la nueva Formación Profesional Básica (las tres enseñanzas que la ley declara gratuitas).

LOMCE
Artículo 109 
2. Las Administraciones educativas programarán la oferta educativa de las enseñanzas que en esta Ley se declaran gratuitas, teniendo en cuenta la programación general de la enseñanza, las consignaciones presupuestarias existentes y el principio de economía y eficiencia en el uso de los recursos públicos y, como garantía de la calidad de la enseñanza, una adecuada y equilibrada escolarización de los alumnos y alumnas con necesidad específica de apoyo educativo, tomando en consideración la oferta existente de centros públicos y privados concertados y la demanda social. Asimismo, las Administraciones educativas garantizarán la existencia de plazas suficientes.
LOE
Artículo 109
2. Las Administraciones educativas programarán la oferta educativa de las enseñanzas que en esta Ley se declaran gratuitas teniendo en cuenta la oferta existente de centros públicos y privados concertados y, como garantía de la calidad de la enseñanza, una adecuada y equilibrada escolarización de los alumnos con necesidad específica de apoyo educativo. Asimismo, las Administraciones educativas garantizarán la existencia de plazas públicas suficientes especialmente en las zonas de nueva población.3. Las Administraciones educativas deberán tener en cuenta las consignaciones presupuestarias existentes y el principio de economía y eficiencia en el uso de los recursos públicos.

- Posibilidad de construir y gestionar colegios privados concertados sobre suelo público

El artículo 1.61, que modifica el artículo 116 de la LOE que se ocupa de los Conciertos educativos, establece en su punto 8:

Las Administraciones educativas podrán convocar concursos públicos para la construcción y gestión de centros concertados sobre suelo público dotacional.

- Conciertos con los colegios que separan por sexos:

El artículo 1.61, que modifica el apartado 3 del artículo 84 de la LOE, garantiza que los centros que hayan optado por «la educación diferenciada por sexos» podrán «subscribir conciertos con las Administraciones educativas», cumpliendo determinados requisitos. El nuevo artículo 84.3 reproduce en su primer párrafo lo que decía la LOE («En ningún caso habrá discriminación por razón de nacimiento, raza, sexo, religión, opinión o cualquier otra condición o circunstancia personal o social») para añadir a continuación:

No constituye discriminación la admisión de alumnos y alumnas o la organización de la enseñanza diferenciadas por sexos, siempre que la enseñanza que impartan se desarrolle conforme a lo dispuesto en el artículo 2 de la Convención relativa a la lucha contra las discriminaciones en la esfera de la enseñanza, aprobada por la Conferencia General de la UNESCO el 14 de diciembre de 1960.

En ningún caso la elección de la educación diferenciada por sexos podrá implicar para las familias, alumnos y alumnas y centros correspondientes un trato menos favorable, ni una desventaja, a la hora de suscribir conciertos con las Administraciones educativas o en cualquier otro aspecto. A estos efectos, los centros deberán exponer en su proyecto educativo las razones educativas de la elección de dicho sistema, así como las medidas académicas que desarrollan para favorecer la igualdad.

El gobierno calcula que la implantación de la ley costará unos 400 millones de euros destinados fundamentalmente a financiar la nueva FP "básica" y los nuevos itinerarios en 3º y 4º de ESO. La mitad de esos fondos piensa obtenerlos del Fondo Social Europeo.

## Cambios curriculares en la Educación Primaria

### Fijación del currículo en la Educación Primaria y en la Educación Secundaria Obligatoria

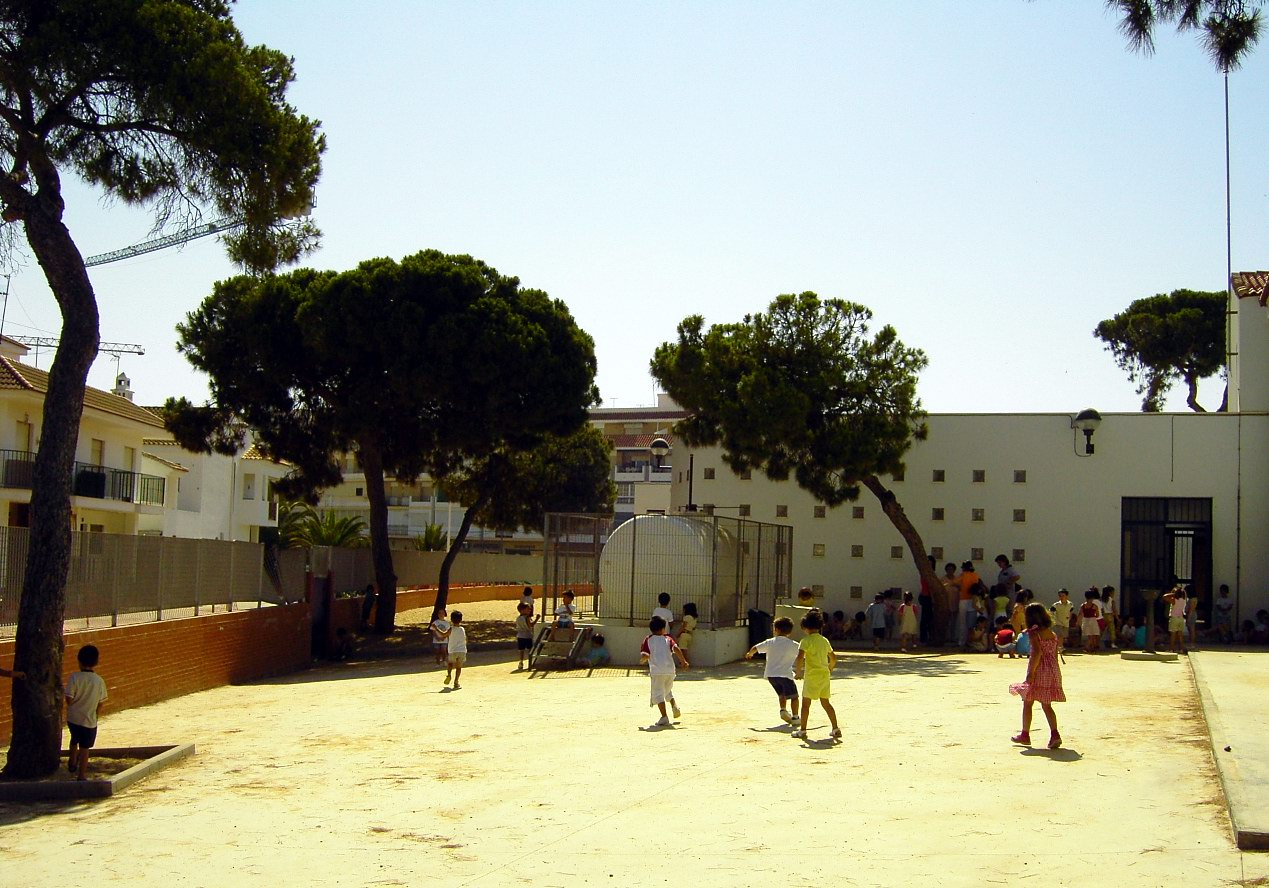
Patio de recreo de un centro de educación infantil.

Se distingue entre «asignaturas troncales», «asignaturas específicas» y «asignaturas de libre configuración autonómica». En esta última categoría es donde se incluye la asignatura Lengua Cooficial y Literatura en aquellas comunidades autónomas que la posean. El artículo 1.5 añade el artículo 6 bis a la LOE, en el que se establece que corresponde al Gobierno determinar los contenidos de las asignaturas troncales mientras las Administraciones educativas podrán «complementar los contenidos de las asignaturas troncales» y «establecer los contenidos de los bloques de asignaturas específicas y de libre configuración autonómica».
En la Educación Primaria (Art. 1.9) las asignaturas troncales son Ciencias de la Naturaleza, Ciencias Sociales, Lengua Castellana y Literatura, Matemáticas y Primera Lengua Extranjera.
En la Educación Secundaria Obligatoria (Art. 1.15) las asignaturas troncales son: Biología y Geología, Física y Química, Geografía e Historia, Lengua Castellana y Literatura, Primera Lengua Extranjera y Matemáticas (en tercero y cuarto dividida en Matemáticas Orientadas a las Enseñanzas Académicas y en Matemáticas Orientadas a las Enseñanzas Aplicadas). En cuarto curso se añaden Economía y Latín, en la «opción de Enseñanzas Académicas», y Ciencias Aplicadas a la Actividad Profesional, Iniciación a la Actividad Emprendedora y Empresarial y Tecnología, en la «opción de Enseñanzas Aplicadas».

LOMCE
Artículo 6 bis. 2. 
3. a) Corresponderá al Gobierno: 1º. Determinar los contenidos comunes, los estándares de aprendizaje evaluables y el horario lectivo mínimo del bloque de asignaturas troncales. 2º Determinar los estándares de aprendizaje evaluables relativos a los contenidos del bloque de asignaturas específicas. [...]
 c) Dentro de la regulación y límites establecidos por el Gobierno, a través del Ministerio de Educación, Cultura y Deporte, de acuerdo con los apartados anteriores, las Administraciones educativas podrán: 1 °Complementar los contenidos del bloque de asignaturas troncales. 2º. Establecer los contenidos de los bloques de asignaturas específicas y de libre configuración autonómica. [...] 4º Fijar el horario lectivo máximo correspondiente a los contenidos de las asignaturas del bloque de las asignaturas troncales. 5º. Fijar el horario correspondiente a los contenidos de los bloques de asignaturas específicas y de libre configuración autonómica. [...]
LOE
Artículo 6. 
4. Las Administraciones educativas establecerán el currículo de las distintas enseñanzas reguladas en la presente Ley, del que formarán parte los aspectos básicos señalados en apartados anteriores.Los centros docentes desarrollarán y completarán, en su caso, el currículo de las diferentes etapas y ciclos en uso de su autonomía y tal como se recoge en el capítulo II del título V de la presente Ley

LOMCE
 Artículo 6 bis 2. 
e) El horario lectivo mínimo correspondiente a las asignaturas del bloque de las asignaturas troncales se fijará en cómputo global  para toda la Educación Primaria, para el primer ciclo de Educación Secundaria Obligatoria, para el cuarto curso de Educación Secundaria Obligatoria, y para cada uno de los cursos de Bachillerato, y no será inferior al 50% del total del horario lectivo fijado por cada Administración educativa como general. En este cómputo no se tendrán en cuenta posibles ampliaciones del horario que se puedan establecer sobre el horario general
LOE
Artículo 6. 
3. Los contenidos básicos de las enseñanzas mínimas requerirán el 55 por ciento de los horarios escolares para las Comunidades Autónomas que tengan lengua cooficial y el 65 por ciento para aquéllas que no la tengan.

### Composición de la Educación Primaria
Según el artículo 1.9 que modifica el artículo 18 de la LOE, los tres ciclos de Primaria de dos cursos cada uno pasan a ser 6 cursos (sin subdivisión en ciclos). Desaparece el área de Conocimiento del Medio Natural, Social y Cultural (subdividida en Ciencias de la Naturaleza y Ciencias Sociales), así como la materia Educación para la Ciudadanía. La Educación Artística pasa a ser una asignatura optativa. Se introduce la opción entre Religión o Valores Sociales y Cívicos.

LOMCE
Artículo 18. 
1. La etapa de Educación Primaria comprende seis cursos y se organiza en áreas, que tendrán un carácter global e integrador. 
 2. Los alumnos y alumnas deben cursar las siguientes áreas del bloque de asignaturas troncales: 
 a) Ciencias de la Naturaleza. 
 b) Ciencias Sociales. 
 c) Lengua Castellana y Literatura. 
 d) Matemáticas.
 g) Primera Lengua Extranjera. 
 3. Los alumnos y alumnas deben cursar las siguientes áreas del bloque de asignaturas específicas en cada uno de los cursos: a)Educación Física. b) Religión, o Valores Sociales y Cívicos, a elección de los padres, madres o tutores legales. c) [...] Al menos una de las siguientes áreas del bloque de asignaturas específicas: 1º Educación Artística. 2º. Segunda Lengua Extranjera. [...]
 4. Los alumnos y alumnas deben cursar el área Lengua Cooficial y Literatura en el bloque de asignaturas de libre configuración autonómica en aquellas Comunidades Autónomas que posean dicha lengua cooficial. [...] Además, los alumnos y alumnas podrán cursar algún área más en el bloque de asignaturas de libre configuración autonómica...
LOE
Artículo 18. 
1. La etapa de Educación Primaria comprende tres ciclos de dos años académicos cada uno y se organiza en áreas, que tendrán un carácter global e integrador. 
2. Las áreas de esta etapa educativa son las siguientes: 
Conocimiento del Medio Natural, Social y Cultural. 
Educación Artística. 
Educación Física. 
Lengua pCastellana y Literatura y, si la hubiere, 
 Lengua Cooficial y Literatura. 
Lengua Extranjera.
 Matemáticas.

### Evaluación final de Educación Primaria
Se establecen dos «evaluaciones individualizadas», una al finalizar el 3º de Primaria y otra al acabar la etapa. La primera la realizarán los centros educativos «según dispongan las Administraciones educativas, en la que se comprobará el grado de dominio de las destrezas, capacidades y habilidades en expresión y comprensión oral y escrita, cálculo y resolución de problemas en relación con el grado de adquisición de la competencia en comunicación lingüística y de la competencia matemática. De resultar desfavorable esta evaluación, el equipo docente podrá adoptar las medidas excepcionales mas adecuadas» (Art. 1.12 que modifica el artículo 20 de la LOE). La segunda «evaluación individualizada» la establecerá el «Gobierno, previa consulta a las comunidades autónomas» (Artículo 1.13 que modifica el artículo 21 de la LOE). En cuanto a la promoción de curso la LOMCE dice lo siguiente:

LOMCE
Artículo 20. 
 2. El alumno o alumna accederá al curso o etapa siguiente siempre que se considere que ha logrado los objetivos y ha alcanzado el grado de adquisición de las competencias correspondientes. De no ser así, podrá repetir una sola vez durante la etapa, con un plan específico de refuerzo o recuperación. Se atenderá especialmente a los resultados de la evaluación individualizada al finalizar el tercer curso de Educación Primaria y de final de Educación Primaria.
LOE
Artículo 20. 
 4. En el supuesto de que un alumno no haya alcanzado las competencias básicas, podrá permanecer un curso más en el mismo ciclo. Esta medida podrá adoptarse una sola vez a lo largo de la educación primaria y con un plan específico de refuerzo o recuperación de sus competencias básicas.

En el artículo 1.13 que modifica el artículo 21 de la LOE se establece la Evaluación final de Educación Primaria.

1. Al finalizar el sexto curso de Educación Primaria, se realizará una evaluación individualizada a todos los alumnos y alumnas,...
 2. El Gobierno, previa consulta a las comunidades autónomas, establecerá los criterios de evaluación y las características generales de las pruebas para todo el sistema educativo español con el fin de asegurar unos criterios y características de evaluación comunes a todo el territorio.
 3. El resultado de la evaluación se expresará en niveles. El nivel obtenido por cada alumno o alumna se hará constar en un informe, que será entregado a los padres, madres o tutores legales y que tendrá carácter informativo y orientador para los centros...

## Cambios curriculares en la Educación Secundaria Obligatoria

### Composición de la Educación Secundaria Obligatoria (ESO)
El artículo 1.14. (que añade el artículo 23 bis a la LOE) establece que «la etapa de Educación Secundaria Obligatoria se organiza en materias y comprende dos ciclos, el primero de tres cursos escolares y el segundo de uno», precisando que «el segundo ciclo o cuarto curso tendrá un carácter fundamentalmente propedéutico». (En la LOE la ESO estaba dividida en dos ciclos de dos cursos cada uno).
En el artículo 1.15 (que modifica el artículo 24 de la LOE) se establecen las materias de los tres primeros cursos de la ESO, que constituyen su primer ciclo:
| Primer curso | Segundo curso |
| --- | --- |
| Biología y Geología | Física y Química |
| Matemáticas | Matemáticas |
| Geografía e Historia | Geografía e Historia |
| Lengua Castellana y Literatura y, si la hubiere, Lengua Cooficial y Literatura | Lengua Castellana y Literatura y, si la hubiere, Lengua Cooficial y Literatura |
| Primera Lengua Extranjera | Primera Lengua extranjera |
| Educación Física | Educación Física |
| Religión o Valores Éticos | Religión o Valores Éticos |
| A elección mínimo 1 y máximo 4, en función de la oferta de los centros docentes: 1. Cultura Clásica 2. Educación Plástica, Visual y Audiovisual 3. Iniciación a la Actividad Emprendedora y Empresarial 4. Música 5. Segunda Lengua Extranjera 6. Tecnología 7. Religión, solo si los padres, madres o tutores legales o, en su caso, el alumno o alumna no la han escogido en la elección indicada en el apartado anterior 8. Valores Éticos, solo si los padres, madres o tutores legales o, en su caso, el alumno o alumna no la han escogido en la elección indicada en el apartado anterior | A elección mínimo 1 y máximo 4, en función de la oferta de los centros docentes: 1. Cultura Clásica 2. Educación Plástica, Visual y Audiovisual 3. Iniciación a la Actividad Emprendedora y Empresarial 4. Música 5. Segunda Lengua Extranjera 6. Tecnología 7. Religión, solo si los padres, madres o tutores legales o, en su caso, el alumno o alumna no la han escogido en la elección indicada en el apartado anterior 8. Valores Éticos, solo si los padres, madres o tutores legales o, en su caso, el alumno o alumna no la han escogido en la elección indicada en el apartado anterior |

| Tercer curso | Tercer curso                           |
| Materias | Adicional                              |
| --- | -------------------------------------- |
| Biología y Geología |                                        |
| Física y Química |                                        |
| Geografía e Historia |                                        |
| Lengua Castellana y Literatura y, si la hubiere, Lengua Cooficial y Literatura |                                        |
| Primera Lengua Extranjera |                                        |
| Matemáticas | Orientadas a las Enseñanzas Académicas |
| Matemáticas | Orientadas a las Enseñanzas Aplicadas  |
| Educación Física |                                        |
| Religión o Valores Éticos |                                        |
| A elección mínimo 1 y máximo 4, en función de la oferta de los centros docentes: 1. Cultura Clásica 2. Educación Plástica, Visual y Audiovisual 3. Iniciación a la Actividad Emprendedora y Empresarial 4. Música 5. Segunda Lengua Extranjera 6. Tecnología 7. Religión, solo si los padres, madres o tutores legales o, en su caso, el alumno o alumna no la han escogido en la elección indicada en el apartado anterior 8. Valores Éticos, solo si los padres, madres o tutores legales o, en su caso, el alumno o alumna no la han escogido en la elección indicada en el apartado anterior |                                        |
| |                                        |

El artículo 1.16 modifica el artículo 25 de la LOE que se refiere al cuarto curso de la ESO, en el que habrá dos «opciones»: «Opción de Enseñanzas Académicas para la Iniciación al Bachillerato» y «Opción de Enseñanzas Aplicadas para la iniciación a la Formación Profesional».
| Iniciación al Bachillerato | Iniciación a la Formación Profesional |
| --- | --- |
| Geografía e Historia | Geografía e Historia |
| Lengua Castellana y Literatura y, si la hubiere, Lengua Cooficial y Literatura | Lengua Castellana y Literatura y, si la hubiere, Lengua Cooficial y Literatura |
| Matemáticas Orientadas a las Enseñanzas Académicas | Matemáticas Orientadas a las Enseñanzas Aplicadas |
| Primera Lengua Extranjera | Primera Lengua Extranjera |
| Educación Física | Educación Física |
| Religión o Valores Éticos | Religión o Valores Éticos |
| Dos materias de las cuatro siguientes: 1. Biología y Geología 2. Economía 3. Física y Química 4. Latín | Dos materias de las tres siguientes: 1. Ciencias Aplicadas a la Actividad Profesional 2. Iniciación a la Actividad Emprendedora y Empresarial 3. Tecnología |
| A elegir un mínimo de una y un máximo de cuatro de las asignaturas específicas siguientes, en función de la oferta de los centros docentes: 1. Artes Escénicas y Danza 2. Cultura científica 3. Cultura Clásica 4. Educación Plástica, Visual y Audiovisual 5. Filosofía 6. Música 7. Segunda Lengua Extranjera 8. Tecnologías de la Información y la Comunicación 9. Religión, solo si los padres, madres o tutores legales o, en su caso, el alumno o alumna no la han escogido en la elección indicada en el apartado anterior 10. Valores Éticos, solo si los padres, madres o tutores legales o, en su caso, el alumno o alumna no la han escogido en la elección indicada en el apartado anterior 11. Una materia del bloque de asignaturas troncales no cursada por el alumno o alumna | A elegir un mínimo de una y un máximo de cuatro de las asignaturas específicas siguientes, en función de la oferta de los centros docentes: 1. Artes Escénicas y Danza 2. Cultura científica 3. Cultura Clásica 4. Educación Plástica, Visual y Audiovisual 5. Filosofía 6. Música 7. Segunda Lengua Extranjera 8. Tecnologías de la Información y la Comunicación 9. Religión, solo si los padres, madres o tutores legales o, en su caso, el alumno o alumna no la han escogido en la elección indicada en el apartado anterior 10. Valores Éticos, solo si los padres, madres o tutores legales o, en su caso, el alumno o alumna no la han escogido en la elección indicada en el apartado anterior 11. Una materia del bloque de asignaturas troncales no cursada por el alumno o alumna |

Se añade además:

LOMCE
Artículo 25.
8. Sin perjuicio de su tratamiento específico en algunas de las materias de este [cuarto] curso, la comprensión lectora, la expresión oral y escrita, la comunicación audiovisual, las Tecnologías de la Información y la Comunicación, el emprendimiento y la educación cívica y constitucional se trabajarán en todas las materias.
LOE
Artículo 25.
5.Sin perjuicio de su tratamiento específico en algunas de las materias de este cuarto curso, la comprensión lectora, la expresión oral y escrita, la comunicación audiovisual, las tecnologías de la información y la comunicación y la educación en valores se trabajarán en todas las áreas

### Evaluación y promoción
El artículo 1.19, que modifica el artículo 28 de la LOE, introduce algunos cambios en cuanto a la evaluación (definida como «continua, formativa e integradora» en la LOMCE, y como «continua y diferenciada según las materias del currículo» en la LOE) y a la promoción de los alumnos y alumnas de la ESO.

LOMCE
Artículo 28
2. [...] Los alumnos y alumnas promocionarán de curso cuando hayan superado todas las materias cursadas o tengan evaluación negativa en dos materias como máximo, y repetirán curso cuando tengan evaluación negativa en tres o más materias, o en dos materias que sean Lengua Castellana y Literatura y Matemáticas de forma simultánea. De forma excepcional, podrá autorizarse la promoción de un alumno o alumna con evaluación negativa en tres materias cuando se den conjuntamente las siguientes condiciones: a) que dos de las materias con evaluación negativa no sean simultáneamente Lengua Castellana y Literatura, y Matemáticas, b) que el equipo docente considere que la naturaleza de las materias con evaluación negativa no impide al alumno o alumna seguir con éxito el curso siguiente, que tiene expectativas favorables de recuperación y que la promoción beneficiará su evolución académica,c) y que se apliquen al alumno o alumna las medidas de atención educativa propuestas en el consejo orientador al que se refiere el apartado 7 de este artículo.[...]
 7. Con la finalidad de facilitar que todos los alumnos y alumnas logren los objetivos y alcancen el adecuado grado de adquisición de las competencias correspondientes, las Administraciones educativas establecerán medidas de refuerzo educativo, con especial atención a las necesidades específicas de apoyo educativo. La aplicación personalizada de las medidas se revisará periódicamente y, en todo caso, al finalizar el curso académico.
Al final de cada uno de los cursos de Educación Secundaria Obligatoria se entregará a los padres, madres o tutores legales de cada alumno o alumna un consejo orientador, que incluirá un informe sobre el grado de logro de los objetivos y de adquisición de las competencias correspondientes, así como una propuesta a padres, madres o tutores legales o, en su caso, al alumno o alumna del itinerario más adecuado a seguir, que podrá incluir la incorporación a un programa de mejora del aprendizaje y el rendimiento a un ciclo de Formación Profesional Básica.
 8. Tras cursar el primer ciclo de Educación Secundaria Obligatoria, así como una vez cursado segundo curso cuando el alumno o alumna se vaya a incorporar de forma excepcional a un ciclo de Formación Profesional Básica, se entregará a los alumnos y alumnas un certificado de estudios cursados.[...]
LOE
Artículo 28
3.[...] Los alumnos promocionarán de curso cuando hayan superado los objetivos de las materias cursadas o tengan evaluación negativa en dos materias, como máximo y repetirán curso cuando tengan evaluación negativa en tres o más materias.
 Excepcionalmente, podrá autorizarse la promoción de un alumno con evaluación negativa en tres materias cuando el equipo docente considere que la naturaleza de las mismas no le impide seguir con éxito el curso siguiente, se considere que tiene expectativas favorables de recuperación y que dicha promoción beneficiará su evolución académica. Las Administraciones educativas regularán las actuaciones del equipo docente responsable de la evaluación.[...]
9. Los alumnos que cursen los programas de diversificación curricular a los que se refiere el artículo 27, serán evaluados de conformidad con los objetivos de la etapa y los criterios de evaluación fijados en cada uno de los respectivos programas.

### Programas de mejora del aprendizaje y del rendimiento
En el artículo 1.18 que modifica el artículo 27 de la LOE, se establecen los «programas de mejora del aprendizaje y del rendimiento» que sustituyen a los programas de diversificación curricular anteriores.

LOMCE
Artículo 27.
1. El Gobierno definirá las condiciones básicas para establecer los requisitos de los programas de mejora del aprendizaje y del rendimiento desde 2º curso de Educación Secundaria Obligatoria.
En este supuesto, se utilizará una metodología específica a través de una organización de contenidos, actividades prácticas y, en su caso, de materias diferente a la establecida con carácter general, con la finalidad de que los alumnos puedan cursar el cuarto curso por la vía ordinaria y obtengan el título de Graduado en Educación Secundaria Obligatoria.
 El equipo docente podrá proponer a los padres, madres o tutores legales la incorporación a un programa de mejora del aprendizaje y del rendimiento de aquellos alumnos y alumnas que hayan repetido al menos un curso en cualquier etapa, y que una vez cursado el primer curso de ESO no estén en condiciones de promocionar al segundo curso, o que una vez cursado segundo curso no estén en condiciones de promocionar al tercero. El programa se desarrollará a lo largo de los cursos segundo y tercero en el primer supuesto o sólo en tercer curso en el segundo supuesto. Aquellos alumnos y alumnas que, habiendo cursado tercer curso de ESO, no estén en condiciones de promocionar al cuarto curso, podrán incorporarse excepcionalmente a un programa de mejora del aprendizaje y del rendimiento para repetir curso.
LOE
Artículo 27.
1. En la definición de las enseñanzas mínimas de la etapa se incluirán las condiciones básicas para establecer las diversificaciones del currículo desde tercer curso de educación secundaria obligatoria, para el alumnado que lo requiera tras la oportuna evaluación.
En este supuesto, los objetivos de la etapa se alcanzarán con una metodología específica a través de una organización de contenidos, actividades prácticas y, en su caso, de materias, diferente a la establecida con carácter general.

### Acceso a la Formación Profesional Básica
El artículo 1.21., que modifica el artículo 30 de la LOE, elimina los Programas de Cualificación Profesional Inicial (PCPI), e implanta la Formación Profesional Básica, a la que podrán acceder los alumnos que cumplan los requisitos establecidos en el artículo 1.34, que modifica el artículo 41 de la LOE, a propuesta del equipo docente «cuando el grado de competencias así lo aconseje».

LOMCE
Artículo 41.
1. El acceso a los ciclos de Formación Profesional Básica requerirá el cumplimiento simultáneo de las siguientes condiciones: a) Tener cumplidos quince años, o cumplirlos durante el año natural en curso, y no superar los diecisiete años de edad en el momento del acceso o durante el año natural en curso. b) Haber cursado el primer ciclo de Educación Secundaria Obligatoria o, excepcionalmente, haber cursado el segundo curso de la Educación Secundaria Obligatoria. c) Haber propuesto el equipo docente a los padres, madres o tutores legales la incorporación del alumno o alumna a un ciclo de Formación Profesional Básica, de conformidad con lo indicado en el artículo 30.
LOE
Artículo 30
1. Corresponde a las Administraciones educativas organizar programas de cualificación profesional inicial destinados al alumnado mayor de dieciséis años, cumplidos antes del 31 de diciembre del año del inicio del programa, que no hayan obtenido el título de Graduado en educación secundaria obligatoria. Excepcionalmente, y con el acuerdo de alumnos y padres o tutores, dicha edad podrá reducirse a quince años para aquéllos que cumplan lo previsto en el artículo 27.2. [27.2. Los alumnos que una vez cursado segundo no estén en condiciones de promocionar a tercero y hayan repetido ya una vez en secundaria, podrán incorporarse a un programa de diversificación curricular, tras la oportuna evaluación].

### Evaluación individualizada al final de la ESO
El artículo 1.20 que modifica el artículo 29 de la LOE establece las condiciones de la Evaluación final de Educación Secundaria Obligatoria cuya superación será imprescindible para obtener el título de graduado en Educación Secundaria, según la opción cursada en 4º de ESO (de «enseñanzas académicas» o de «enseñanzas aplicadas»). Se evaluarán las materias troncales y algunas específicas, pero no las «asignaturas de libre configuración autonómica», excepto la Lengua Cooficial y Literatura, cuya prueba será diseñada por la Administración educativa competente (Art. 1.100 que añade la disposición adicional trigésima novena a la LOE), a diferencia del resto de materias cuyas pruebas serán diseñadas por el Ministerio de Educación, Cultura y Deporte. Para superar esta evaluación final de la ESO se «requerirá una calificación igual o superior a 5 puntos sobre 10». «Se celebrarán al menos dos convocatorias anuales, una ordinaria y otra extraordinaria». Los alumnos que no la superen «podrán repetir la evaluación en convocatorias sucesivas, previa solicitud».

LOMCE
Artículo 29.
1. Al finalizar el cuarto curso, los alumnos y alumnas realizarán una evaluación individualizada por la opción de enseñanzas académicas o por la de enseñanzas aplicadas, en la que se comprobará el logro de los objetivos de la etapa y el grado de adquisición de las competencias correspondientes en relación con las siguientes materias: a) Todas las materias generales cursadas en el bloque de asignaturas troncales... b)Dos de las materias de opción cursadas en el bloque de asignaturas troncales, en cuarto curso. c)Una materia del bloque de asignaturas específicas cursada en cualquiera de los cursos, que no sea Educación Física, Religión, o Valores Éticos. [...]
 3. Podrán presentarse a esta evaluación aquellos alumnos y alumnas que hayan obtenido bien evaluación positiva en todas las materias, o bien negativa en un máximo de dos materias siempre que no sean simultáneamente Lengua Castellana y Literatura, y Matemáticas.  A estos efectos, la materia Lengua Cooficial y Literatura tendrá la misma consideración que la materia Lengua Castellana y Literatura en aquellas comunidades autónomas que posean lengua cooficial.
LOE
Artículo 29.
1. Al finalizar el segundo curso de la educación secundaria obligatoria todos los centros realizarán una evaluación de diagnóstico de las competencias básicas alcanzadas por sus alumnos. Esta evaluación será competencia de las Administraciones educativas y tendrá carácter formativo y orientador para los centros e informativo para las familias y para el conjunto de la comunidad educativa. Estas evaluaciones tendrán como marco de referencia las evaluaciones generales de diagnóstico que se establecen en el artículo 144.1 de esta Ley.

Según el artículo 1.89, que modifica el artículo 144 de la LOE, «la realización material de las pruebas corresponde a las Administraciones educativas competentes. Las pruebas serán aplicadas y calificadas por profesorado del sistema educativo español externo al centro», lo que significa que podrán ser profesores tanto de la enseñanza pública como de la enseñanza privada (ya que en el artículo 1.2., que añade el artículo 2 bis a la LOE, se dice: «A efectos de esta Ley Orgánica, se entiende por sistema educativo español el conjunto de las Administraciones educativas, profesionales de la educación y otros agentes, públicos y privados, que desarrollan funciones de regulación, de financiación o de prestación de servicios para el ejercicio del derecho a la educación en España, y los titulares de este derecho, así como el conjunto de relaciones, estructuras, medidas y acciones que se implementan para prestarlo»).

### Obtención del título de Graduado en Educación Secundaria Obligatoria
El artículo 1.22 que modifica el artículo 31 de la LOE, establece que para la obtención del título de graduado en ESO será imprescindible la superación de la prueba final de la etapa, así como haber obtenido una nota final igual o superior a 5. Esta nota final se realizará ponderando (atribuyendo un peso) en un 70 % con respecto a la nota media de todas las materias y un 30 % con respecto a la nota de la prueba final.

LOMCE
Artículo 31.
1.Para obtener el título de graduado en Educación Secundaria Obligatoria será necesaria la superación de la evaluación final, así como una calificación final de dicha etapa superior a 5 puntos sobre 10. La calificación final de Educación Secundaria Obligatoria se deducirá de la siguiente ponderación: a)Con un peso del 70 %, la media de las calificaciones numéricas obtenidas en cada una de las materias de Educación Secundaria Obligatoria. b)Con un peso del 30 %, la nota obtenida en la evaluación final de ESO. [...] 
 En el título deberá constar la opción y opciones por las que realizó la evaluación final, así como la calificación final de Educación Secundaria Obligatoria.
LOE
Artículo 31.
1. Los alumnos que al terminar Educación Secundaria Obligatoria hayan alcanzado las competencias básicas y los objetivos de la etapa obtendrán el título de graduado en Educación Secundaria Obligatoria.

El título de graduado en ESO permitirá acceder a las «enseñanzas postobligatorias recogidas en el artículo 3.4. de esta Ley Orgánica, de acuerdo con los requisitos que se establezcan para cada enseñanza». Así se diferencia a los alumnos y alumnas según la opción que hayan superado en la prueba de evaluación final de la ESO (Art. 1.23 que modifica dos apartados del artículo 32 de la LOE)
- Opción de Enseñanzas Académicas:

1. Bachillerato.
2. Formación profesional de grado medio.
3. Enseñanzas profesionales de artes plásticas y diseño de grado medio.
4. Enseñanzas deportivas de grado medio.

- Opción de Enseñanzas Aplicadas:

1. Formación profesional de grado medio.
2. Enseñanzas profesionales de artes plásticas y diseño de grado medio.
3. Enseñanzas deportivas de grado medio.

En cuanto a los alumnos y alumnas que no obtengan el título de graduado en ESO, se establece lo siguiente:

Artículo 31.
 4. Los alumnos que cursen la Educación Secundaria Obligatoria y no obtengan el título al que se refiere este artículo recibirán una certificación oficial en la que constará el número de años cursados, así como el grado de logro de los objetivos de la etapa y de adquisición de adquisición de las competencias correspondientes.
 5. Las Administraciones educativas podrán establecer medidas de atención personalizada dirigidas a aquellos alumnos y alumnas que habiéndose presentado a la evaluación final de la ESO no la hayan superado.

## Cambios curriculares en Bachillerato

### Organización del Bachillerato
Según el artículo 1.24 que modifica el artículo 34 de la LOE se establecen tres modalidades de Bachillerato, con dos «itinerarios» para el de Humanidades y Ciencias Sociales.
| Artes                           |  |  |  |  |  |  |  |                   |
| Ciencias                        |  |  |  |  |  |  |  |                   |
|                                 |  |  |  |  |  |  |  | Humanidades       |
|                                 |  |  |  |  |  |  |  |                   |
| Humanidades y Ciencias Sociales |  |  |  |  |  |  |  |                   |
|                                 |  |  |  |  |  |  |  |                   |
|                                 |  |  |  |  |  |  |  | Ciencias Sociales |
|                                 |  |  |  |  |  |  |  |                   |

Al igual que en la Educación Primaria y en la ESO, en Bachillerato se distingue entre «asignaturas troncales», «asignaturas específicas» y «asignaturas de libre configuración autonómica» —en esta última categoría es donde se incluye la asignatura Lengua Cooficial y Literatura en aquellas comunidades autónomas que la posean—. Corresponde al Gobierno determinar los contenidos de las asignaturas troncales mientras las Administraciones educativas podrán «complementar los contenidos de las asignaturas troncales» y «establecer los contenidos de los bloques de asignaturas específicas y de libre configuración autonómica».
Según el artículo 1.25, que añade el artículo 34 bis a la LOE, en el primer curso se cursarán asignaturas troncales «generales» (fondo de color marrón) y asignaturas troncales «de opción» (con fondo blanco y en cursiva, de las que en cada modalidad o itinerario se escogen dos), además de las asignaturas específicas (con fondo verde). La Lengua Cooficial y Literatura no es una materia troncal, sino una «asignatura de libre configuración autonómica».
| Lengua Castellana y Literatura I y, si la hubiere, Lengua Cooficial y Literatura I.                                            | Lengua Castellana y Literatura I y, si la hubiere, Lengua Cooficial y Literatura I.                                            | Lengua Castellana y Literatura I y, si la hubiere, Lengua Cooficial y Literatura I.                                            | Lengua Castellana y Literatura I y, si la hubiere, Lengua Cooficial y Literatura I.                                            |
| Filosofía | Filosofía | Filosofía | Filosofía |
| Primera Lengua Extranjera I | Primera Lengua Extranjera I | Primera Lengua Extranjera I | Primera Lengua Extranjera I |
| Educación Física | Educación Física | Educación Física | Educación Física |
| Fundamentos del Arte I | Matemáticas I | Latín I | Matemáticas Aplicadas a las Ciencias Sociales I                                                                                |
| Historia del Mundo Contemporáneo                                                                                               | Física y Química | Historia del Mundo Contemporáneo                                                                                               | Historia del Mundo Contemporáneo                                                                                               |
| Literatura Universal | Dibujo Técnico I | Literatura Universal | Literatura Universal |
| Cultura Audiovisual I | Biología y Geología | Economía | Economía |
| | | Griego I | Griego I |
| Un mínimo de dos y un máximo de tres asignaturas específicas a escoger entre las que se relacionan a continuación de la tabla. | Un mínimo de dos y un máximo de tres asignaturas específicas a escoger entre las que se relacionan a continuación de la tabla. | Un mínimo de dos y un máximo de tres asignaturas específicas a escoger entre las que se relacionan a continuación de la tabla. | Un mínimo de dos y un máximo de tres asignaturas específicas a escoger entre las que se relacionan a continuación de la tabla. |

Asignaturas específicas a escoger en primero de bachillerato entre un mínimo de dos y máximo de tres, en función de la oferta de los centros docentes:
1. Análisis Musical I
2. Anatomía Aplicada
3. Cultura Científica
4. Dibujo Artístico I
5. Dibujo Técnico I
6. Lenguaje y Práctica Musical
7. Religión
8. Segunda Lengua Extranjera I
9. Tecnología Industrial I
10. Tecnologías de la Información y la Comunicación I
11. Volumen
12. Una materia del bloque de asignaturas troncales no cursada por el alumno o alumna.

Según el artículo 1.26, que añade el artículo 34 ter. a la LOE, en el segundo curso se cursarán asignaturas troncales «generales» (fondo de color marrón) y asignaturas troncales «de opción» (con fondo blanco y en cursiva, de las que en cada modalidad o itinerario se escogen dos), además de las asignaturas específicas (con fondo verde). La Lengua Cooficial y Literatura no es una materia troncal, sino una «asignatura de libre configuración autonómica».
| Lengua Castellana y Literatura II y, si la hubiere, Lengua Cooficial y Literatura II.                                          | Lengua Castellana y Literatura II y, si la hubiere, Lengua Cooficial y Literatura II.                                          | Lengua Castellana y Literatura II y, si la hubiere, Lengua Cooficial y Literatura II.                                          | Lengua Castellana y Literatura II y, si la hubiere, Lengua Cooficial y Literatura II.                                          |
| Historia de España | Historia de España | Historia de España | Historia de España |
| Primera Lengua Extranjera II                                                                                                   | Primera Lengua Extranjera II                                                                                                   | Primera Lengua Extranjera II                                                                                                   | Primera Lengua Extranjera II                                                                                                   |
| Fundamentos del Arte II | Matemáticas II | Latín II | Matemáticas Aplicadas a las Ciencias Sociales II                                                                               |
| Artes Escénicas | Biología | Economía de la Empresa | Economía de la Empresa |
| Diseño | Dibujo Técnico II | Geografía | Geografía |
| Cultura Audiovisual II | Física | Historia del Arte | Historia del Arte |
| | Geología | Griego II | Griego II |
| | Química | Historia de la Filosofía | Historia de la Filosofía |
| Un mínimo de dos y un máximo de tres asignaturas específicas a escoger entre las que se relacionan a continuación de la tabla. | Un mínimo de dos y un máximo de tres asignaturas específicas a escoger entre las que se relacionan a continuación de la tabla. | Un mínimo de dos y un máximo de tres asignaturas específicas a escoger entre las que se relacionan a continuación de la tabla. | Un mínimo de dos y un máximo de tres asignaturas específicas a escoger entre las que se relacionan a continuación de la tabla. |

Asignaturas específicas a escoger en segundo de bachillerato entre un mínimo de dos y máximo de tres, en función de la oferta de los centros docentes:
1. Análisis Musical II
2. Ciencias de la Tierra y del Medio Ambiente
3. Dibujo Artístico II
4. Dibujo Técnico II
5. Fundamentos de Administración y Gestión
6. Historia de la Filosofía
7. Historia de la Música y de la Danza
8. Imagen y Sonido
9. Psicología
10. Religión
11. Segunda Lengua Extranjera II
12. Técnicas de Expresión Gráfico-Plástica
13. Tecnología Industrial II
14. Tecnologías de la Información y la Comunicación II
15. Una materia del bloque de asignaturas troncales no cursada por el alumno o alumna.

### Evaluación final de Bachillerato, obtención del título y acceso a la universidad
Según el artículo 1.29 que añade el artículo 36 bis a la LOE se establece una «evaluación individualizada al finalizar [el] Bachillerato» a la que «solo podrán presentarse los alumnos y las alumnas que hayan obtenido evaluación positiva en todas las materias» y cuya superación será necesaria para obtener el título de bachiller (Art. 1.30. que modifica el artículo 37 de la LOE). El diseño y contenido de la prueba corresponderá al Ministerio de Educación, Cultura y Deporte, «previa consulta a las comunidades autónomas», excepto la correspondiente a la Lengua Cooficial y Literatura, que correrá a cargo de la Administración autonómica correspondiente (art. 1.100 que añade la disposición adicional trigésimo novena a la LOE). Para superar la prueba se «requerirá una calificación igual o superior a 5 puntos sobre 10». Las prueba versará sobre:

a) Todas las materias generales cursadas en el bloque de asignaturas troncales. En el supuesto de materias que impliquen continuidad, se tendrá en cuenta solo la materia cursada en segundo curso.
b)Dos materias de opción cursadas en el bloque de de asignaturas troncales, en cualquiera de los cursos. Las materias que impliquen continuidad entre los cursos se tendrá en cuenta sólo la materia cursada en segundo curso.
 Una materia del bloque de asignaturas específicas cursada en cualquiera de los cursos, que no sea Educación Física ni Religión.

Según el artículo 1.89, que modifica el artículo 144 de la LOE, «la realización material de las pruebas corresponde a las Administraciones educativas competentes. Las pruebas serán aplicadas y calificadas por profesorado del sistema educativo español externo al centro», lo que significa que podrán ser profesores tanto de la enseñanza pública como de la enseñanza privada (tal como define el artículo 1.2., que añade el artículo 2 bis a la LOE, el sistema educativo español).
En cuanto al título de bachiller se determina lo siguiente:

LOMCE
 Artículo 37.
 1. Para obtener el título de bachiller será necesaria la superación de la evaluación final de Bachillerato, así como una calificación final de Bachillerato igual o superior a 5 puntos sobre 10. La calificación final de esta etapa se deducirá de la siguiente ponderación:
a) Con un peso del 60 %, la media de las calificaciones numéricas obtenidas en cada una de las materias cursadas en Bachillerato.
b) Con un peso del 40 %, la nota obtenida en la evaluación final de Bachillerato.
2. El título de bachiller facultará para acceder a las distintas enseñanzas que constituyen la educación superior establecidas en el artículo 3.5. [la enseñanza universitaria, las enseñanzas artísticas superiores, la formación profesional de grado superior, las enseñanzas profesionales de artes plásticas y diseño de grado superior y las enseñanzas deportivas de grado superior], y en él deberá constar la modalidad cursada, así como la calificación final de Bachillerato.
LOE
Artículo 37.
1. Los alumnos que cursen satisfactoriamente el Bachillerato en cualquiera de sus modalidades recibirán el título de bachiller, que tendrá efectos laborales y académicos. Para obtener el título será necesaria la evaluación positiva en todas las materias de los dos cursos de bachillerato.
2. El título de bachiller facultará para acceder a las distintas enseñanzas que constituyen la educación superior establecidas en el artículo 3.5.

Los alumnos que no superen la prueba final de Bachillerato obtendrán un «certificado que surtirá efectos laborales y los académicos previstos en los artículos 41.2.b) [poder acceder a la Formación Profesional de grado medio], 41.3.a) [poder acceder a la Formación Profesional de grado superior], y 64.2.d) [poder acceder a la Formación Profesional de grado superior] de esta Ley Orgánica».
En el artículo 1.31 que modifica el artículo 38 de la LOE se determinan los criterios de admisión a la universidad. En él se establece que las universidades podrán admitir a los alumnos que hayan obtenido el título de bachiller «exclusivamente por el criterio de la calificación final obtenida en el Bachillerato», pero «además las universidades podrán fijar procedimientos de admisión a las enseñanzas universitarias oficiales», pudiendo hacerlo «de forma excepcional» mediante «evaluaciones específicas de conocimientos y/o de competencias».«La ponderación de la calificación final obtenida en el Bachillerato deberá tener un valor, como mínimo, del 60 % del resultado final del procedimiento de admisión».

## Órganos de gobierno de los centros educativos

### El director de los centros públicos
El artículo 1.81, que modifica el artículo 132 de la LOE, atribuye al director competencias que en la LOE correspondían al Consejo Escolar:

l)Aprobar los proyectos y las normas a los que se refiere el capítulo II del título V de la presente Ley Orgánica [Autonomía de los centros].
m) Aprobar la programación general anual del centro, sin perjuicio de las competencias del claustro del profesorado, en relación con la planificación y organización docente.
n) Decidir sobre la admisión de alumnos y alumnas, con sujeción a lo establecido en esta Ley Orgánica y disposiciones que la desarrollen.
ñ) Aprobar la obtención de recursos complementarios de acuerdo con lo establecido en el artículo 122.3.
 o) Fijar las directrices para la colaboración, con fines educativos y culturales, con las Administraciones locales, con otros centros, entidades y organismos.

Además, el artículo 77.1., que añade un nuevo artículo 122 bis a la LOE, amplía las facultades del director del centro, quien «para la realización de las acciones de calidad», «dispondrá de autonomía para adaptar, durante el período de realización de estas acciones, los recursos humanos a las necesidades derivadas de los mismos». Así «el director dispondrá de las siguientes facultades»:

a) Establecer requisitos y méritos específicos para los puestos ofertados de personal funcionario docente, así como para la ocupación de puestos en interinidad. 
 b) Rechazar, mediante decisión motivada, la incorporación a puestos en interinidad de personal docente procedente de las listas centralizadas. Esta decisión deberá ser refrendada por la Administración educativa correspondiente.
c) Cuando el puesto se encuentre vacante, sin estar cubierto de manera definitiva por funcionario de carrera docente, y exista financiación adecuada y suficiente, proponer, de forma motivada, la prórroga en la comisión de servicios del funcionario de carrera docente que hubiera venido ocupando el puesto de forma provisional o, en su caso, el nombramiento de nuevo en el mismo puesto del funcionario interino docente que lo venía desempeñando, cuando, en ambos supuestos, habiendo trabajado en los proyectos de calidad, sean necesarios para la continuidad de los mismos. En todo caso, en la propuesta deberá quedar debidamente justificada la evaluación positiva del funcionario en el desarrollo de su actividad dentro del correspondiente proyecto de calidad, así como la procedencia e importancia de su continuidad en el puesto que venía desarrollando dentro del proyecto para asegurar la calidad y la consecución de objetivos.

Elección del director
Cambia el reparto de los miembros de la comisión encargada de elegir al director, según lo establecido en el artículo 1.84, que modifica el artículo 135 de la LOE:

LOMCE
Artículo 135
2. La selección será realizada por una comisión constituida, por un lado, por representantes de las Administraciones educativas, y por otro, en una proporción mayor del treinta y menor del cincuenta por ciento, por representantes del centro correspondiente. De estos últimos, al menos el cincuenta por ciento lo serán del Claustro del profesorado de dicho centro. Las Administraciones educativas determinarán el número total de vocales de las comisiones y la proporción entre los representantes de la Administración y de los centros. En cualquier caso, deberán dar participación en las comisiones a los Consejos Escolares de los centros.
La comisión actuará de acuerdo con lo indicado en los artículos 22 a 27 de la Ley 30/1992, de 26 de noviembre, de Régimen Jurídico de las Administraciones Públicas y del Procedimiento Administrativo Común.
LOE
Artículo 135
2. La selección será realizada en el centro por una comisión constituida por representantes de la Administración educativa y del centro correspondiente.
3. Corresponde a las Administraciones educativas determinar el número total de vocales de las comisiones. Al menos un tercio de los miembros de la comisión será profesorado elegido por el claustro y otro tercio será elegido por y entre los miembros del Consejo Escolar que no son profesores.

### El Consejo Escolar de los centros públicos
Según lo establecido en el artículo 1.80, que modifica el artículo 127 de la LOE, se reducen las competencias del Consejo Escolar que pasan al director:

LOMCE
Artículo 127
El Consejo Escolar del centro tendrá las siguientes competencias:
a) Evaluar los proyectos y las normas a los que se refiere el capítulo II del título V de la presente Ley orgánica.
b) Evaluar la programación general anual del centro, sin perjuicio de las competencias del claustro del profesorado, en relación con la planificación y organización docente.[...]
e) Informar sobre la admisión de alumnos y alumnas, con sujeción a lo establecido en esta Ley Orgánica y disposiciones que la desarrollen.[...]
i) Informar las directrices para la colaboración, con fines educativos y culturales, con las Administraciones locales, con otros centros, entidades y organismos.[...]
LOE
Artículo 127
El Consejo Escolar del centro tendrá las siguientes competencias:
a) Aprobar y evaluar los proyectos y las normas a los que se refiere el capítulo II del título V de la presente Ley.
b) Aprobar y evaluar la programación general anual del centro sin perjuicio de las competencias del Claustro de profesores, en relación con la planificación y organización docente.[...]

e) Decidir sobre la admisión de alumnos con sujeción a lo establecido en esta Ley y disposiciones que la desarrollen.[...]
i) Fijar las directrices para la colaboración, con fines educativos y culturales, con las Administraciones locales, con otros centros, entidades y organismos.[...]

### El Consejo Escolar de los centros privados concertados
El Consejo Escolar de los centros privados concertados también ve reducidas sus competencias según lo que establece la disposición final segunda, que modifica seis artículos y suprime la disposición adicional primera de la Ley Orgánica 8/1985, de 3 de julio, reguladora del Derecho a la Educación (LODE).

LOE
Artículo 57
Corresponde al Consejo Escolar del centro, en el marco de los principios establecidos en esta ley:
[...]b) Intervenir en la selección del profesorado del centro, conforme con el artículo 60.
c) Participar en el proceso de admisión de alumnos y alumnas, garantizando la sujeción a las normas sobre el mismo.[...]
f) Informar y evaluar la programación general del centro que, con carácter anual, elaborará el equipo directivo.[...]
j) Informar los criterios sobre la participación del centro en actividades culturales, deportivas y recreativas, así como en aquellas acciones asistenciales a las que el centro pudiera prestar su colaboración.
k) Favorecer relaciones de colaboración con otros centros, con fines culturales y educativos.
l) Informar, a propuesta del titular, el reglamento de régimen interior del centro.
m) Participar en la evaluación de la marcha general del centro en los aspectos administrativos y docentes.
LODE
Artículo 57
Corresponde al consejo escolar del centro, en el marco de los principios establecidos en esta ley:
[...]b) Intervenir en la selección y despido del profesorado del centro, conforme con el artículo 60.
c) Garantizar el cumplimiento de las normas generales sobre admisión de alumnos.[...]
f) Aprobar y evaluar la programación general del centro que con carácter anual elaborará el equipo directivo.[...]
j) Establecer los criterios sobre la participación del centro en actividades culturales, deportivas y recreativas, así como en aquellas acciones asistenciales a las que el centro pudiera prestar su colaboración.
k) Establecer relaciones de colaboración con otros centros, con fines culturales y educativos.
l) Aprobar, a propuesta del titular, el reglamento de régimen interior del centro.
ll) Supervisar la marcha general del centro en los aspectos administrativos y docentes.

También se modifica sustancialmente el papel del Consejo Escolar en el nombramiento del director del centro:

LOMCE
Artículo 59
1. El director de los centros concertados será nombrado por el titular, previo informe del Consejo Escolar del centro, que será adoptado por mayoría de los miembros asistentes.
2. El mandato del director tendrá una duración de tres años. No obstante lo anterior, el titular podrá destituir al director antes de la finalización de dicho plazo cuando concurran razones justificadas de las que dará cuenta al Consejo Escolar del centro.
LODE
Artículo 59
1. El director de los centros concertados será designado previo acuerdo entre el titular y el consejo escolar, de entre profesores del centro con un año de permanencia en el mismo o tres de docencia en otro centro docente de la misma entidad titular. El acuerdo del consejo escolar del centro será adoptado por mayoría absoluta de sus miembros.
2. En caso de desacuerdo, el director será designado por el Consejo Escolar del centro de entre una terna de profesores propuesta por el titular. Dichos profesores deberán reunir las condiciones establecidas en el apartado anterior. El acuerdo del Consejo Escolar del centro será adoptado por mayoría absoluta de sus miembros.
3. El mandato del Director tendrá una duración de tres años.
4. El cese del Director requerirá el acuerdo entre la titularidad y el Consejo Escolar del centro.

Asimismo se modifica la intervención del Consejo Escolar en la selección del profesorado:

LOMCE
Artículo 60
1. Las vacantes del personal docente que se produzcan en los centros concertados se anunciarán públicamente.
2. A efectos de su provisión, el Consejo Escolar del centro, de acuerdo con el titular, establecerá los criterios de selección, que atenderán básicamente a los principios de mérito y capacidad.
3. El titular del centro, junto con el director, procederá a la selección del personal, de acuerdo con los criterios de selección que tenga establecidos el Consejo Escolar del centro.
4. El titular del centro dará cuenta al Consejo Escolar del mismo de la provisión de profesorado que efectúe.
5. La Administración educativa competente verificará que los procedimientos de selección y despido del profesorado se realice de acuerdo con lo dispuesto en los apartados anteriores y podrá desarrollar las condiciones de aplicación de estos procedimientos.
LODE
Artículo 60
1. Las vacantes del personal docente que se produzcan en los centros concertados se anunciarán públicamente.
2. A efectos de su provisión, el Consejo Escolar del centro, de acuerdo con el titular, establecerá los criterios de selección que atenderán básicamente a los principios de mérito y capacidad. El consejo escolar del centro designará una comisión de selección que estará integrada por el director, dos profesores y dos padres de alumnos.
3. La comisión de selección, una vez valorados los méritos de los aspirantes de conformidad con los criterios a que se refiere el apartado anterior, propondrá al titular los candidatos que considere más idóneos. La propuesta deberá ser motivada.
4. El titular del centro a la vista de la propuesta, procederá a la formalización de los correspondientes contratos de trabajo.

5. En caso de desacuerdo entre el titular y el consejo escolar del centro respecto a los criterios de selección o de disconformidad fundada respecto de la propuesta de la comisión de selección se estará a lo dispuesto en el artículo siguiente.
6. El despido de profesores de centros concertados requerirá que se pronuncie previamente el Consejo Escolar del centro mediante acuerdo motivado adoptado por la mayoría absoluta de sus miembros. En caso de que dicho acuerdo sea desfavorable, se reunirá inmediatamente la Comisión de Conciliación a que hacen referencia los apartados 1 y 2 del artículo siguiente.
7. La Administración educativa competente verificará que el procedimiento de selección y despido del profesorado se realice de acuerdo con lo dispuesto en los apartados anteriores.

## La polémica sobre la LOMCE
Desde que en 2012 se hizo público el primer borrador de la ley lo que llevó a un fuerte rechazo de los partidos de izquierda, los sindicatos y las asociaciones de padres y de alumnos de la enseñanza pública han mostrado su rechazo a la misma mediante concentraciones, manifestaciones y huelgas, que se unen a las protestas por la reducción del gasto público en educación como consecuencia de la política de austeridad generalizada en la Unión Europea dentro del contexto de crisis económica en que se encuentra España desde 2008. A la oposición a la ley se han sumado los partidos nacionalistas catalanes, gallegos y vascos porque, a su juicio, esta reforma además merma sus competencias autonómicas y pone en peligro la calidad de la enseñanza de las lenguas cooficiales debido a que dejan de ser consideradas "asignaturas troncales" pasando a ser "asignaturas de especialización opcionales", lo que, por otro lado, parece suponer que no serán tenidas en cuenta para la homologación de los estudios a nivel nacional.

### La necesidad de la reforma según el Partido Popular
Según el Partido Popular, que sustentaba al gobierno de Mariano Rajoy, la reforma del sistema educativo español es «urgente» e «inaplazable» debido a que «no funciona». Para demostrarlo el Ministerio de Educación recurre al informe Las cifras de la educación en España. Estadísticas e indicadores que hace referencia al año 2008, en el que España aparece 17 puntos porcentuales por encima de la media de la Unión Europea (27 países) en abandono escolar temprano. Mientras que en Europa el 14,9% de la población de entre 18 y 24 años no ha completado la educación secundaria y no ha conseguido ningún tipo de estudio-formación, en España es el 31,9%, solamente superada por Portugal (35,4%) y Malta (39%) —aunque en 2012 la cifra se había reducido al 24,9%—.
Otra de las razones esgrimidas por el ministerio es el fracaso escolar ya que desde 1998, mientras que en la mayoría de países europeos se ha reducido, en España ha aumentado un 2,2%.[cita requerida] Por último, en la comparación del nivel de formación de la población joven España tampoco sale bien parada ya que mientras que el 78,5% de los europeos han completado al menos el nivel de Secundaria, en España solo el 60% puede ponerlo en su currículum.

### La oposición a la LOMCE

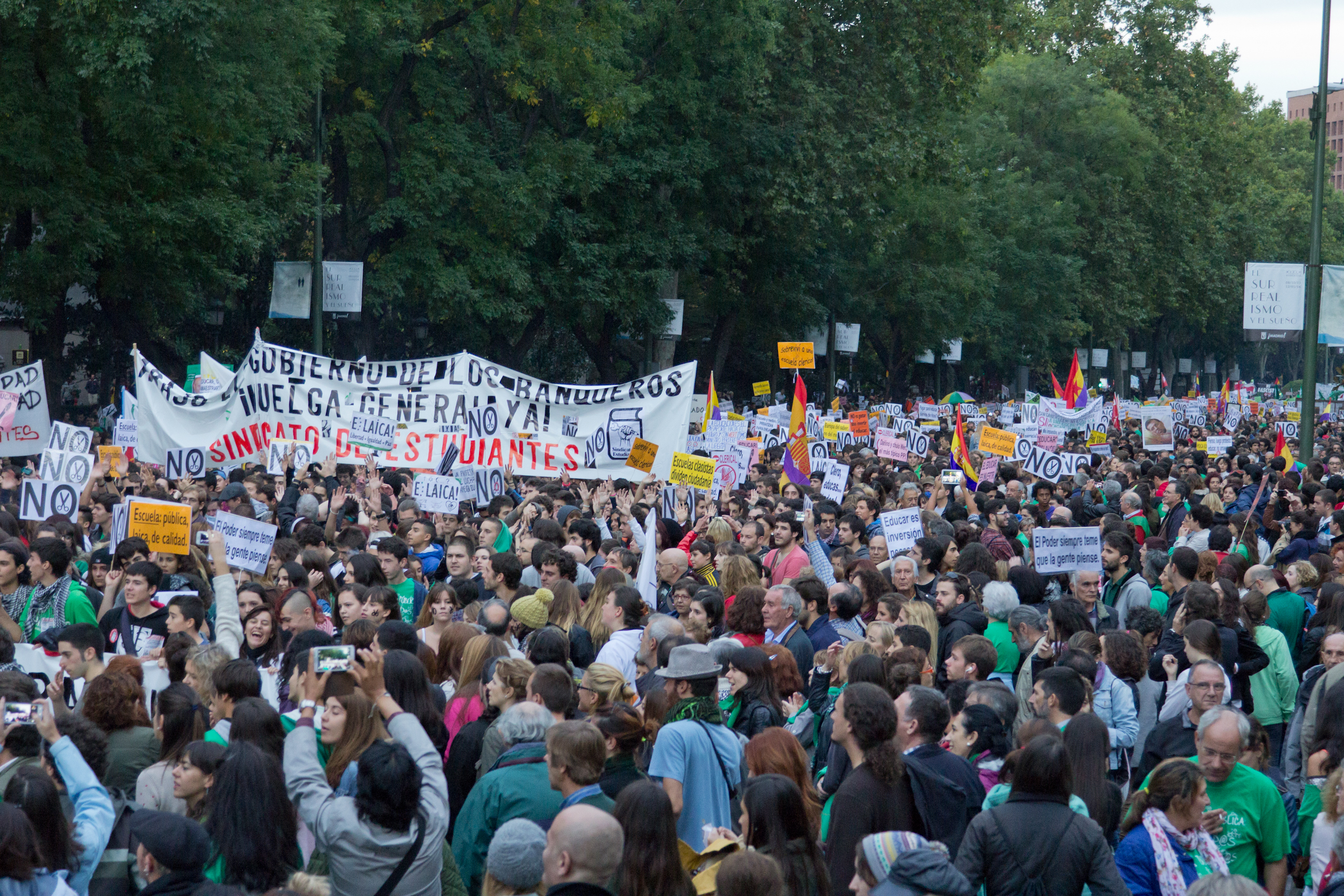
Manifestación en Madrid con motivo de la huelga educativa del 24 de octubre de 2013

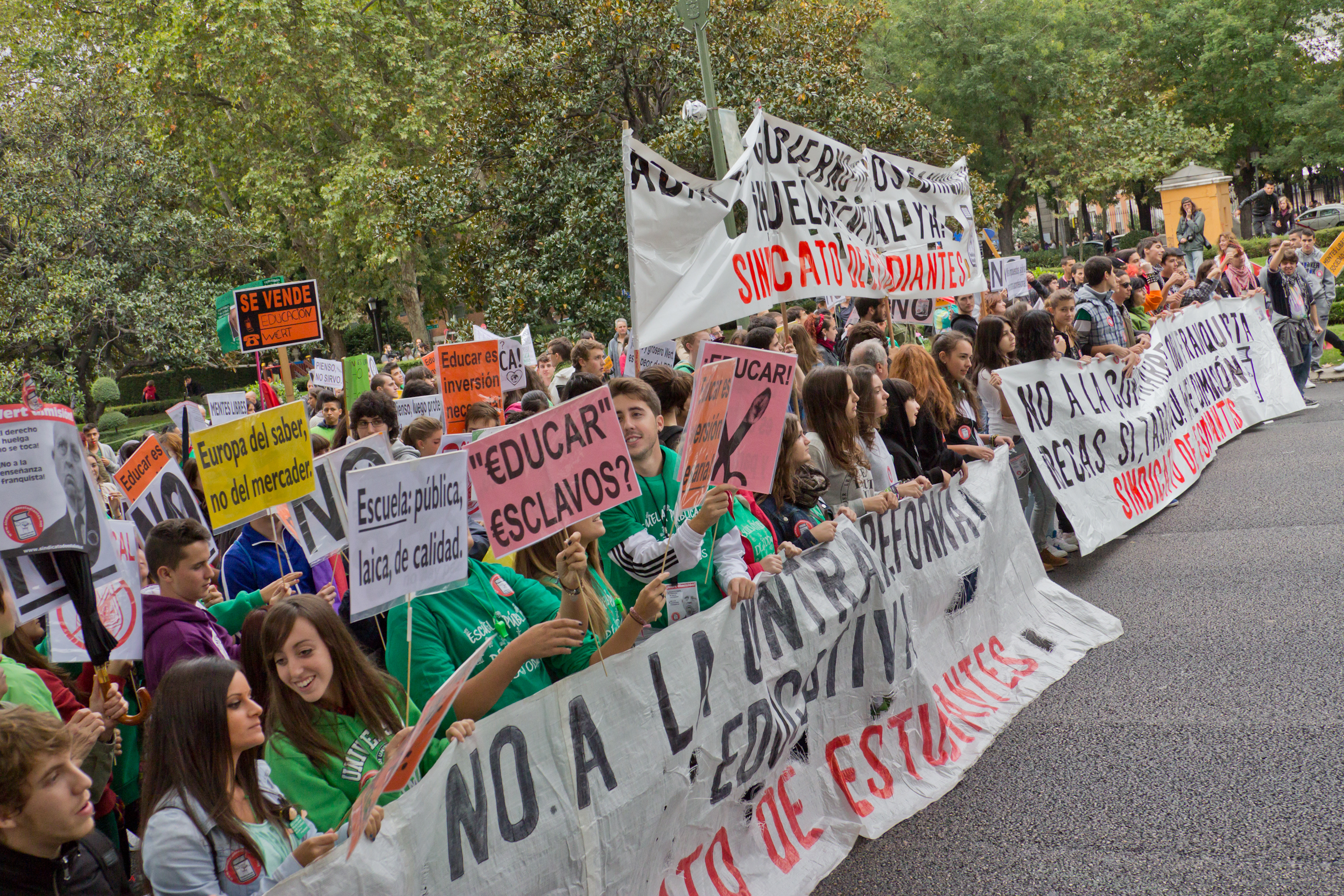
Manifestación en Madrid en octubre de 2013 contra la LOMCE y contra los recortes en educación.

Desde que en 2012 se conoció el primer borrador se produjo un rechazo generalizado a la ley entre determinados sectores sociales que se concretó en manifestaciones, concentraciones y huelgas, como la huelga general de todos los sectores educativos que tuvo lugar el 16 de mayo de 2013 y que culminó con manifestaciones de miles de personas en toda España, precisamente un día antes de que el consejo de ministros aprobara el proyecto de ley de la LOMCE. Para estos sectores que se oponen a la ley y que son los que están más ligados a la escuela pública, la LOMCE "no es más que la otra cara de los recortes educativos, que mira al pasado, que va a segregar alumnos desde muy jóvenes y además apoya a la escuela concertada y a la Iglesia".
Las comunidades autónomas con idiomas cooficiales también se oponen a la ley porque no aceptan que sus lenguas propias queden relegadas a la categoría de "asignaturas de especialización optativas" en lugar de "asignaturas troncales" como habían sido consideradas hasta ahora, y con lo que se daba a entender que las lenguas cooficiales dejarían de ser necesarias para la homologación de los estudios de los alumnos. El ministro Wert ha desmentido repetidamente esta afirmación y ha señalado que se trata únicamente de una cuestión de nomenclatura, pero el propio Partido Popular de Cataluña le ha pedido que cambie la consideración del catalán como "asignatura de especialización optativa" para reducir el rechazo.
Por otro lado, algunas comunidades autónomas, singularmente Cataluña y el País Vasco, consideran que la ley invade las competencias de sus respectivos estatutos de autonomía, lo que llevó al gobierno de Cataluña y a su presidente, Artur Mas, a amenazar con el incumplimiento de la LOMCE si era finalmente aprobada sin introducir cambios en este terreno. Además el gobierno catalán ha calificado el proyecto como una reforma constitucional encubierta. Por su parte la consejera de Enseñanza de la Generalidad de Cataluña Irene Rigau calificó el proyecto como «recentralizador» y lo consideró «un ataque frontal al Estatut, a la Ley de Educación catalana y al modelo de inmersión lingüística».
Por su parte el PSOE calificó el proyecto de «clasista, segregador e involucionista» y anunció que si vuelve al Gobierno «no quedará ni el espíritu» de la LOMCE.
Las formaciones políticas PSOE, CiU, La Izquierda Plural (IU-ICV-EUiA-CHA), Amaiur, PNV, ERC, BNG, CC, Coalició Compromís y GBAI se han comprometido por escrito a derogar la LOMCE en la próxima legislatura si alguna de ellas gobierna. Tan solo UPyD, FAC y UPN han rechazado la derogación de la LOMCE.

### Votación para la paralización de la LOMCE
El día 5 de abril de 2016, tras la proposición de ley del PSOE, el Congreso vota su toma en consideración. En dicha proposición, se paralizaba todo lo que no estuviera vigente o hubiera tenido aplicación efectiva en la LOMCE. También se derogaba el decreto 1058/2015, de 20 de noviembre, por el que se regulan las características generales de las pruebas de la evaluación final de Educación Primaria. La votación obtiene como resultado 186 votos a favor (PSOE, Podemos, Compromís, ERC, PNV, IU, DL y EH Bildu), 112 en contra (PP y FORO) y 41 abstenciones (Ciudadanos, CC y UPN). Por tanto, se aprobó por mayoría absoluta la paralización de la LOMCE. Pero, debido a la disolución de las Cámaras, la iniciativa ha decaído.

### Recurso de inconstitucionalidad
El 10 de abril de 2018 el Tribunal Constitucional desestimó el recurso del PSOE contra la LOMCE, por lo que, entre otras cosas, consideró constitucional que la educación segregada pudiera recibir subvenciones del Estado.